# Mönchstraße 17 (Stralsund)
Das Gebäude Mönchstraße 17 in Stralsund ist ein denkmalgeschütztes Bauwerk in der Mönchstraße.

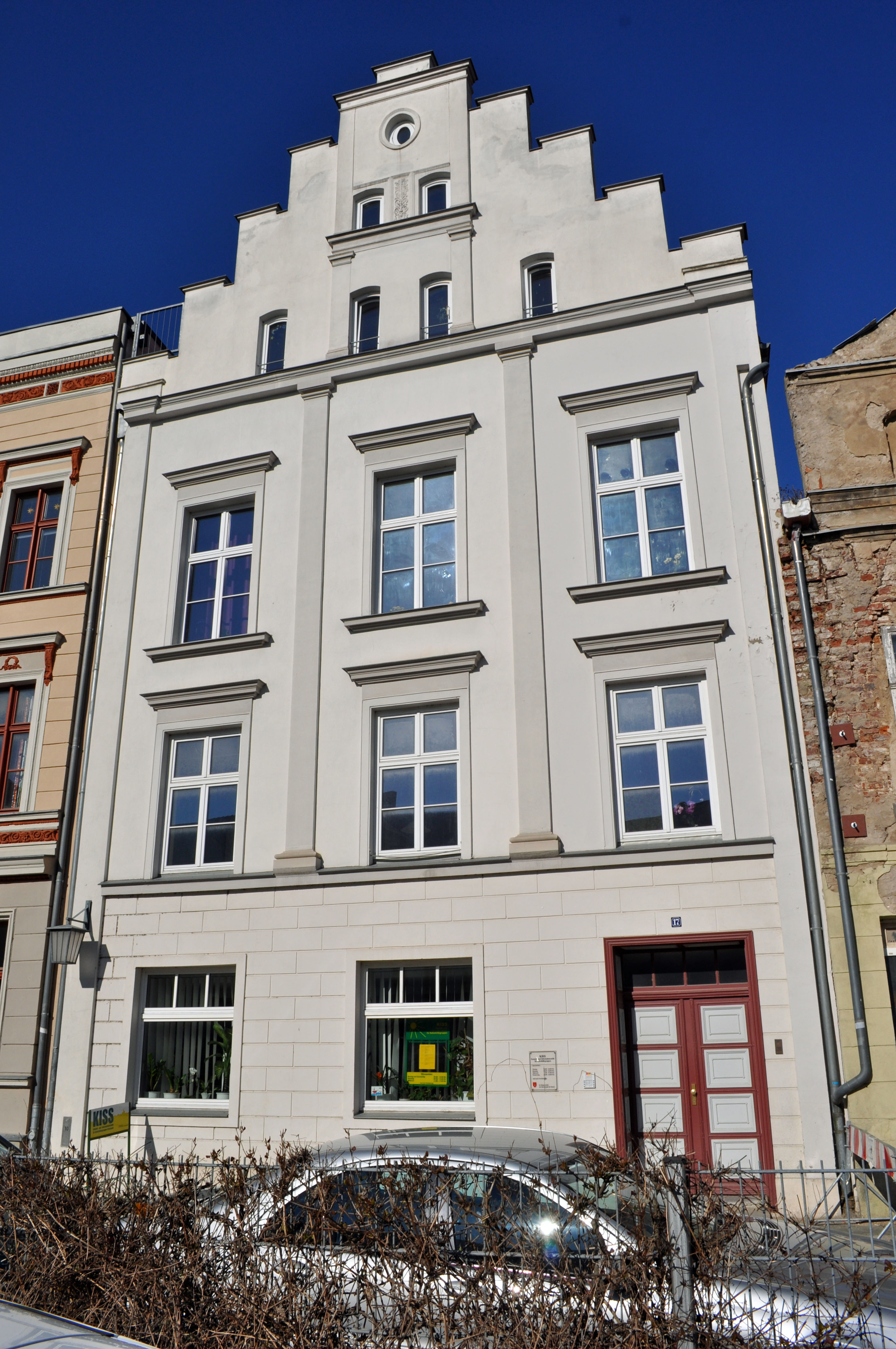
Haus Mönchstraße 17 in Stralsund (2012)

Das dreigeschossige Giebelhaus wurde im Jahr 1727 gebaut. Der Stufengiebel stammt aus dem Jahr 1879. Das Haus weist eine schlichte Putzfassade auf.
Das Haus im Kerngebiet des von der UNESCO als Weltkulturerbe anerkannten Stadtgebietes des Kulturgutes „Historische Altstädte Stralsund und Wismar“ ist in die Liste der Baudenkmale in Stralsund eingetragen.